# Realicó (departamento)
Realicó é um departamento da Argentina, localizada na província de La Pampa.